# Place Émile-Hamilius
La place Émile-Hamilius est une place de la ville de Luxembourg.

## Situation et accès
La place, située dans le quartier de la Ville-Haute, s'étend devant l'ancien hôtel des postes de la Ville, et est bordée par le boulevard Royal, la Grand-Rue, la rue Aldringen et l'avenue Monterey. Elle est desservie par l'arrêt Hamilius de la ligne T1 du Tramway de Luxembourg.

## Origine du nom
Elle honore le footballeur et homme politique luxembourgeois Émile Hamilius (1897-1971), qui fut notamment bourgmestre de la Ville de Luxembourg de 1946 à 1963.

## Historique

### L'école Aldringen
La place était de 1884 à 1974 le site de l'école primaire Aldringen (lb), concue par l'architecte luxembourgeois Antoine Luja sur les conseils de l'expert parisien Félix Narjoux. Du 30 août au 28 septembre 1914, l'école a eu la particularité de servir de quartier général de l'état-major de l'armée allemande durant la bataille de la Marne.

### Le Centre Émile-Hamilius
L'école est démolie en mai 1974, alors que le développement de Luxembourg en place financière la rendait obsolète. À sa place, les autorités communales chargent alors les architectes René Schmit, André Haagen et Jean Ewert de la construction, pour 230 millions de francs, du centre Émile-Hamilius (lb) (ou Centre Aldringen), finalement inauguré le 9 mars 1979; un complexe immobilier principalement utilisé par les services municipaux, dont la bibliothèque municipale, et, à partir de 2001, le centre d'accueil des citoyens (Bierger-Center). À cela s'ajoute une importante gare routière, ouverte en 1977, constituant un des centres névralgiques du réseau des AVL, ainsi qu'un parking souterrain, ouvert en 1979, qui fut le premier du pays. Sous le boulevard Royal fut construit un large passage souterrain et galerie marchande, qui deviendra un lieu important de la culture hip-hop au Luxembourg, faisant notamment l'objet du documentaire Hamilius: Hip Hop Culture in Luxembourg (en) en 2010.

### Royal-Hamilius
Une refonte du site étant discutée au conseil communal dès 2009, c'est en 2015 que la gare routière, le centre, ainsi que plusieurs des bâtiments annexe sont démolis, à l'exception de l'immeuble au 49, boulevard Royal, construit en 1958 par l'architecte Paul Retter et dont deux des propriétaires s'opposèrent à sa démolition. La place fut alors redéveloppée dans le projet Royal-Hamilius (lb), un complexe immobilier et commercial conçu par l'agence d'architecture britannique Foster + Partners, dominé par un magasin des Galeries Lafayette et ouvert à partir de 2019. Le tramway de Luxembourg, qui circulait sur le boulevard Royal jusqu'en 1964, y revient en décembre 2020, desservant l'arrêt Hamilius (lb).
En février 2022, un homme tente de s'immoler par le feu à l'arrêt de tram mais survit grâce à l'intervention d'un chauffeur de bus.

## Galerie d'images

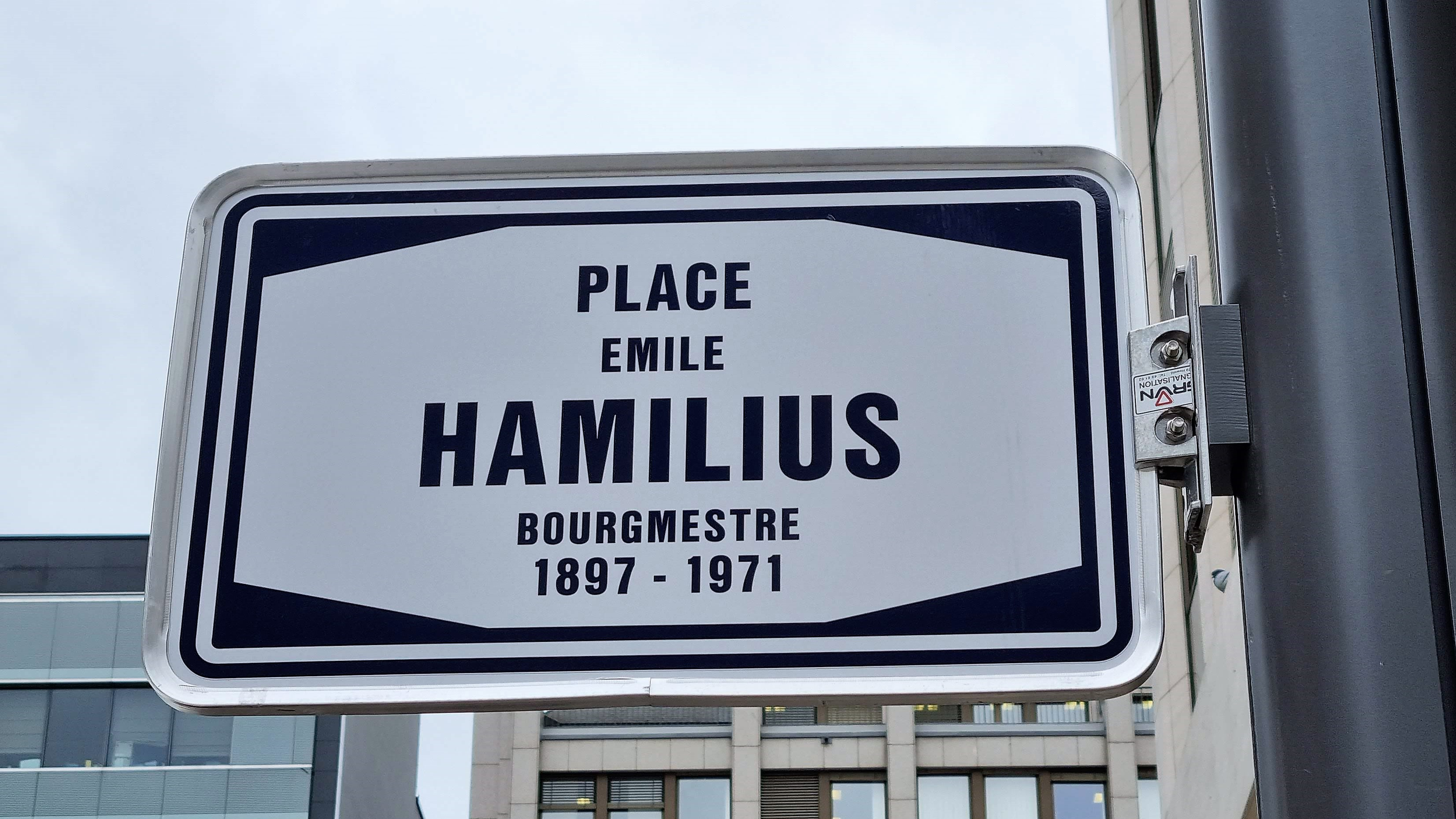
Plaque de nom de rue
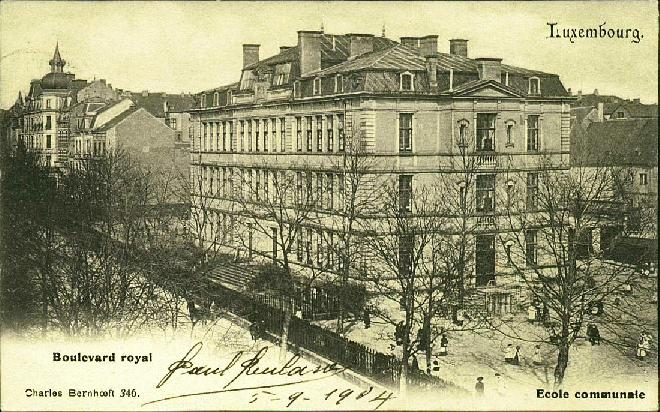
L'école Aldringen en 1904.
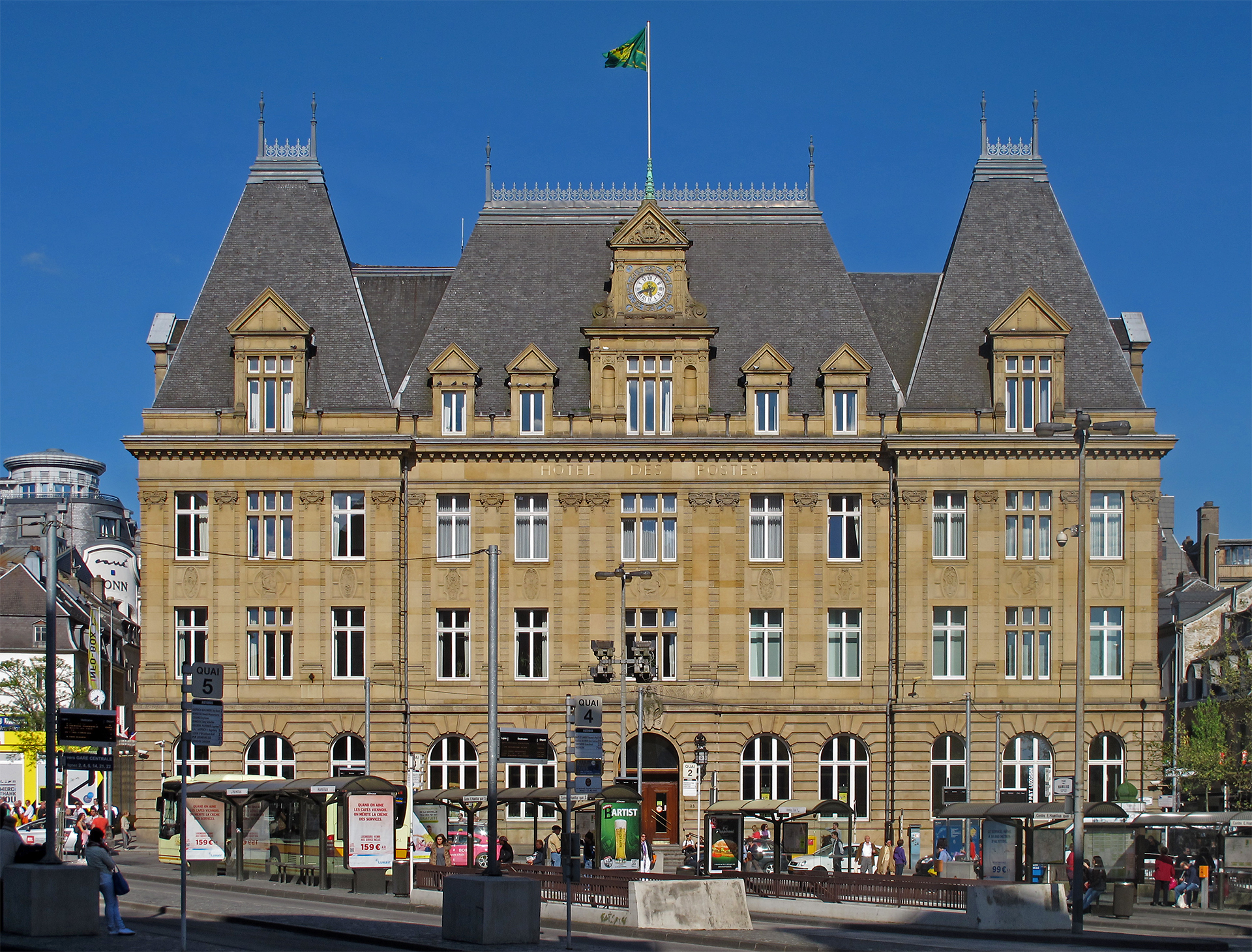
L'hôtel des Postes devant l'ancienne gare routière.
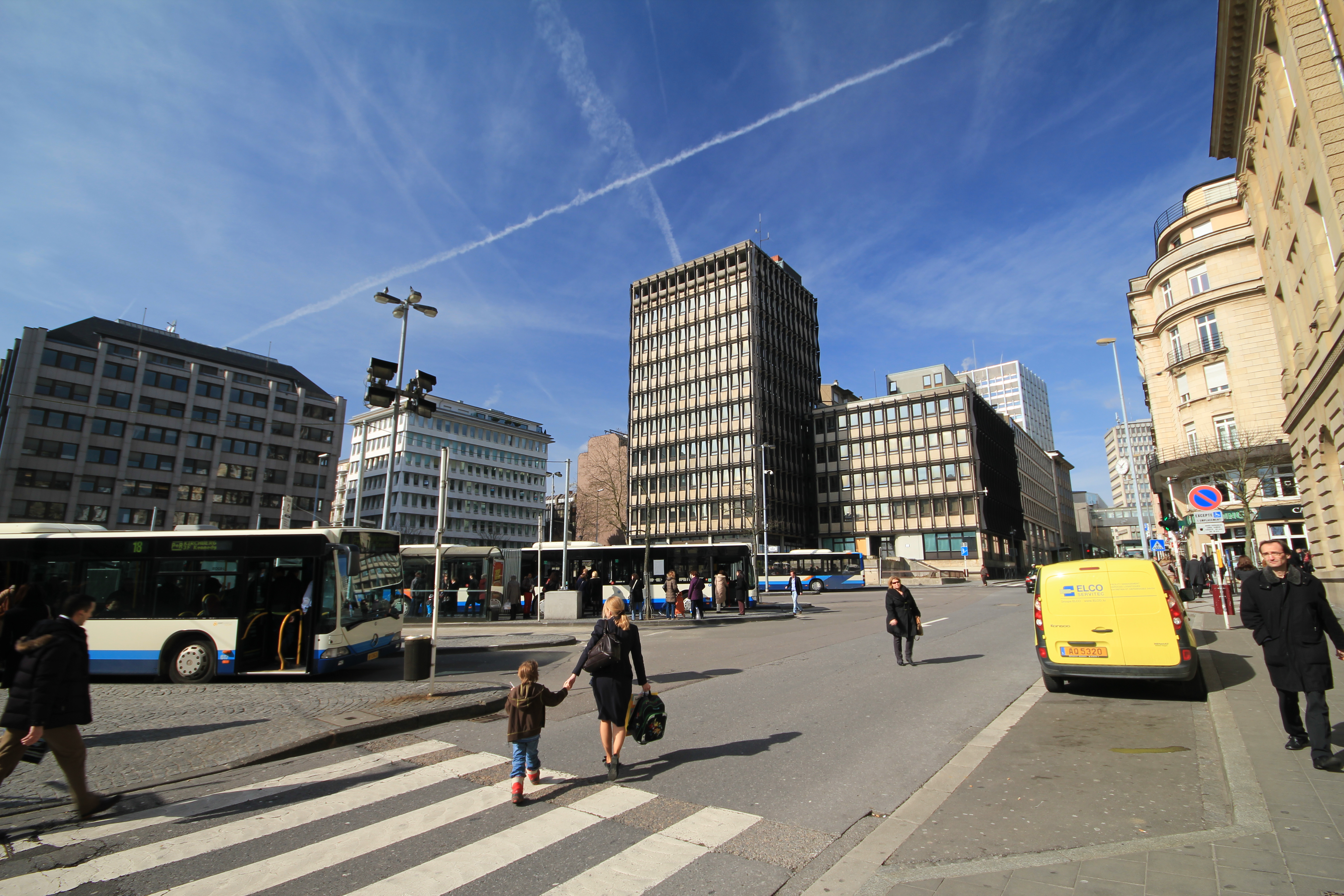
Le centre Hamilius avant sa démolition
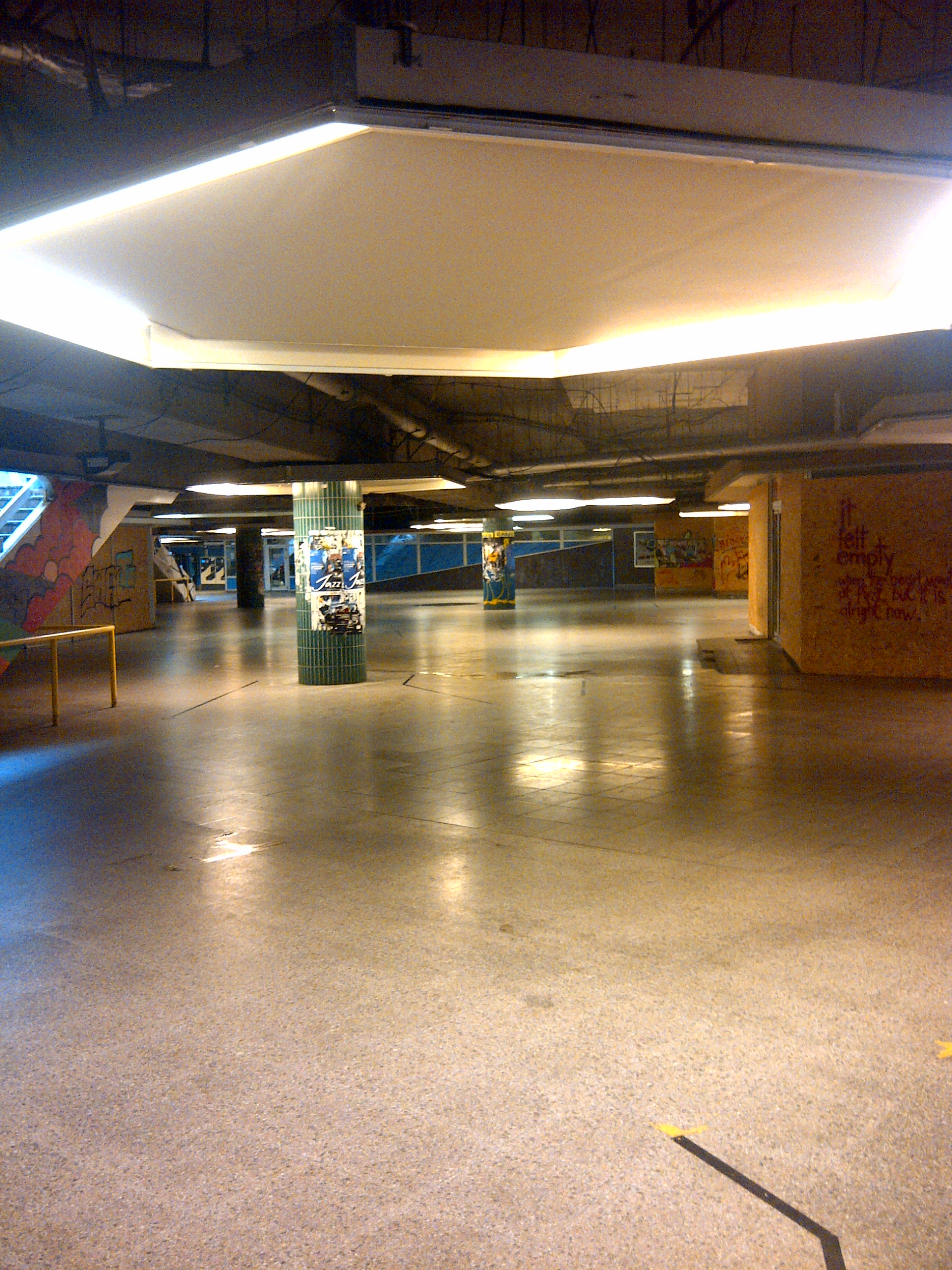
Le passage souterrain peu avant sa fermeture
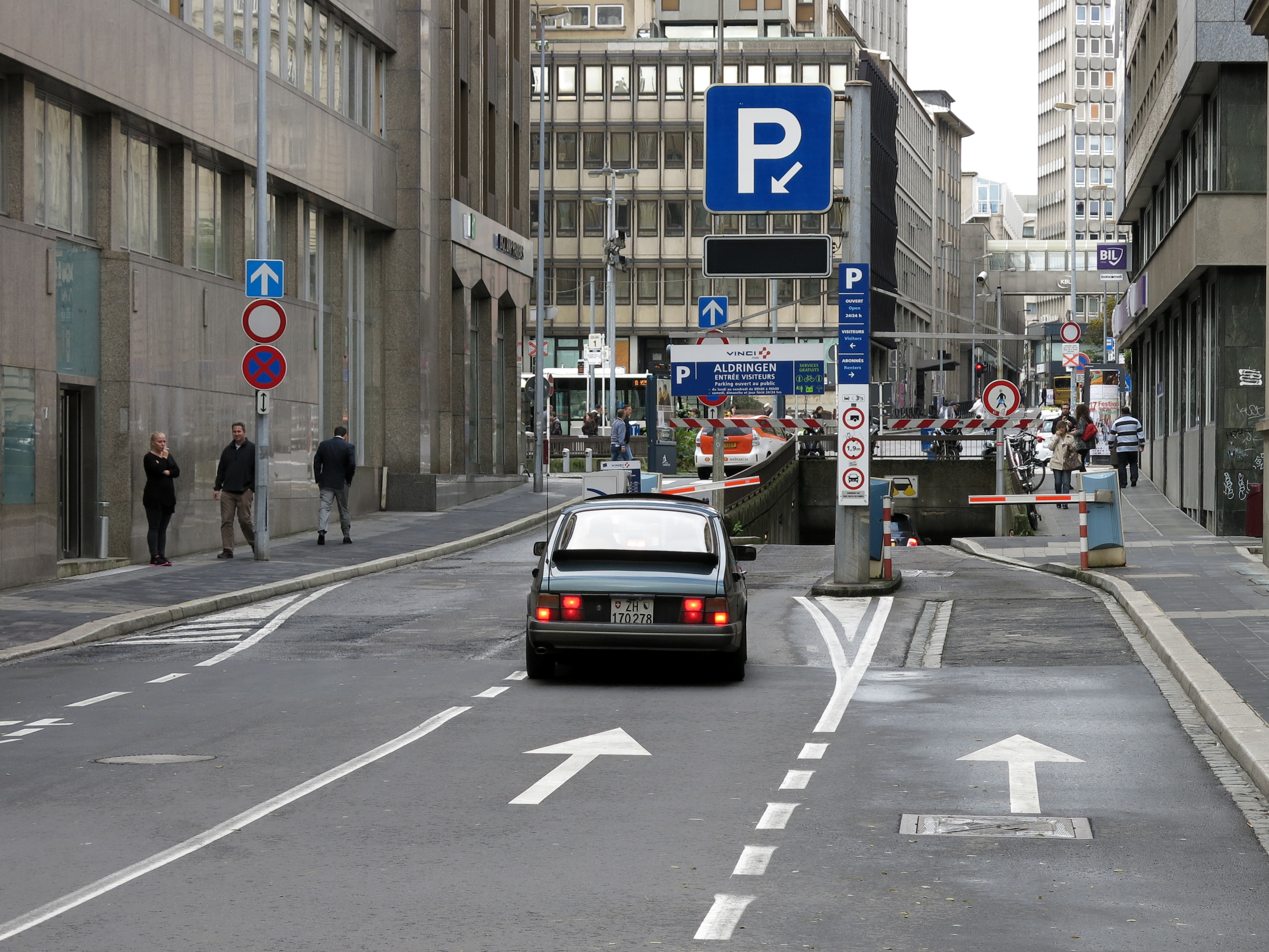
Entrée de l'ancien parking Aldringen
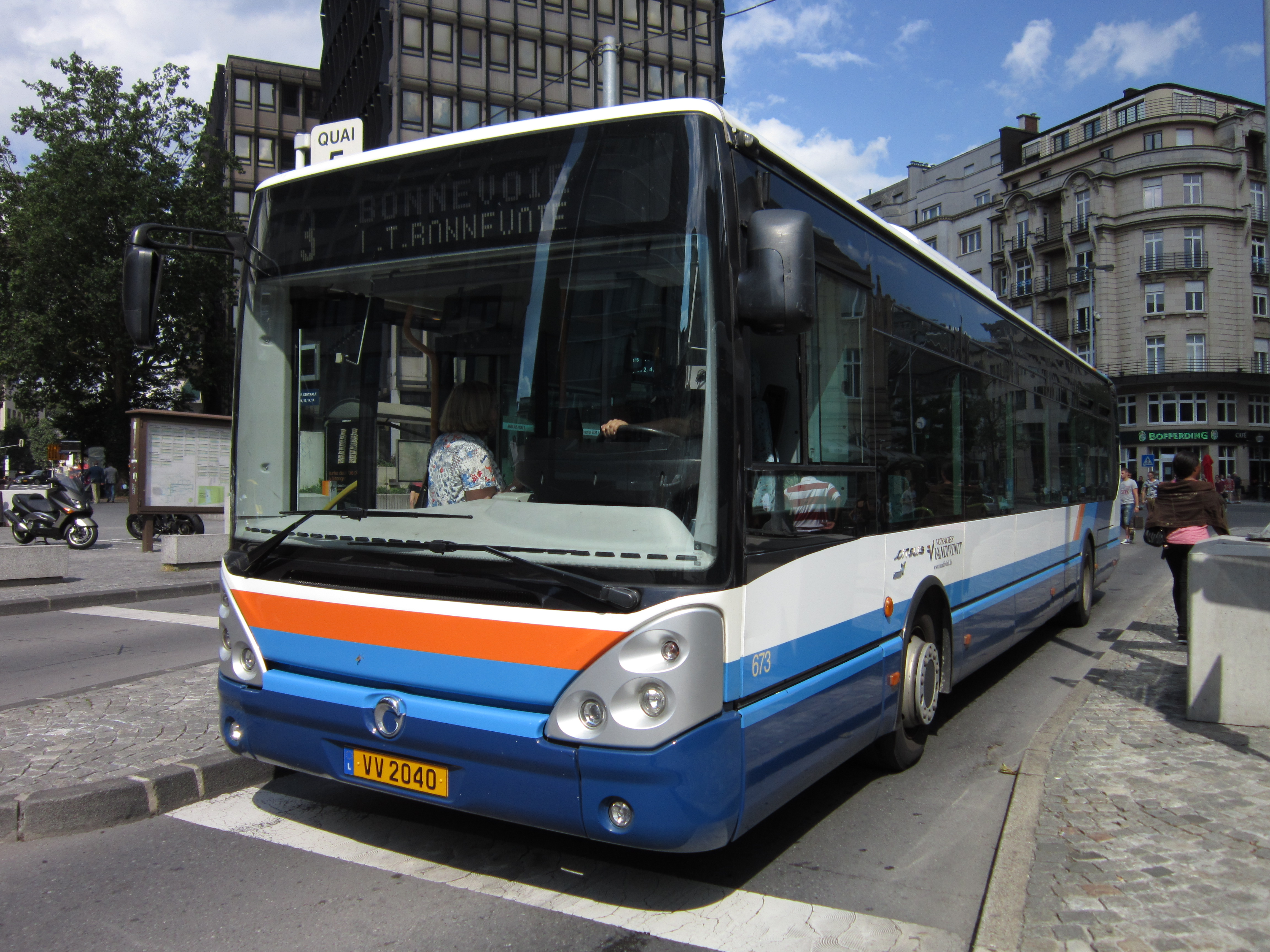
Un bus des AVL à la gare routière
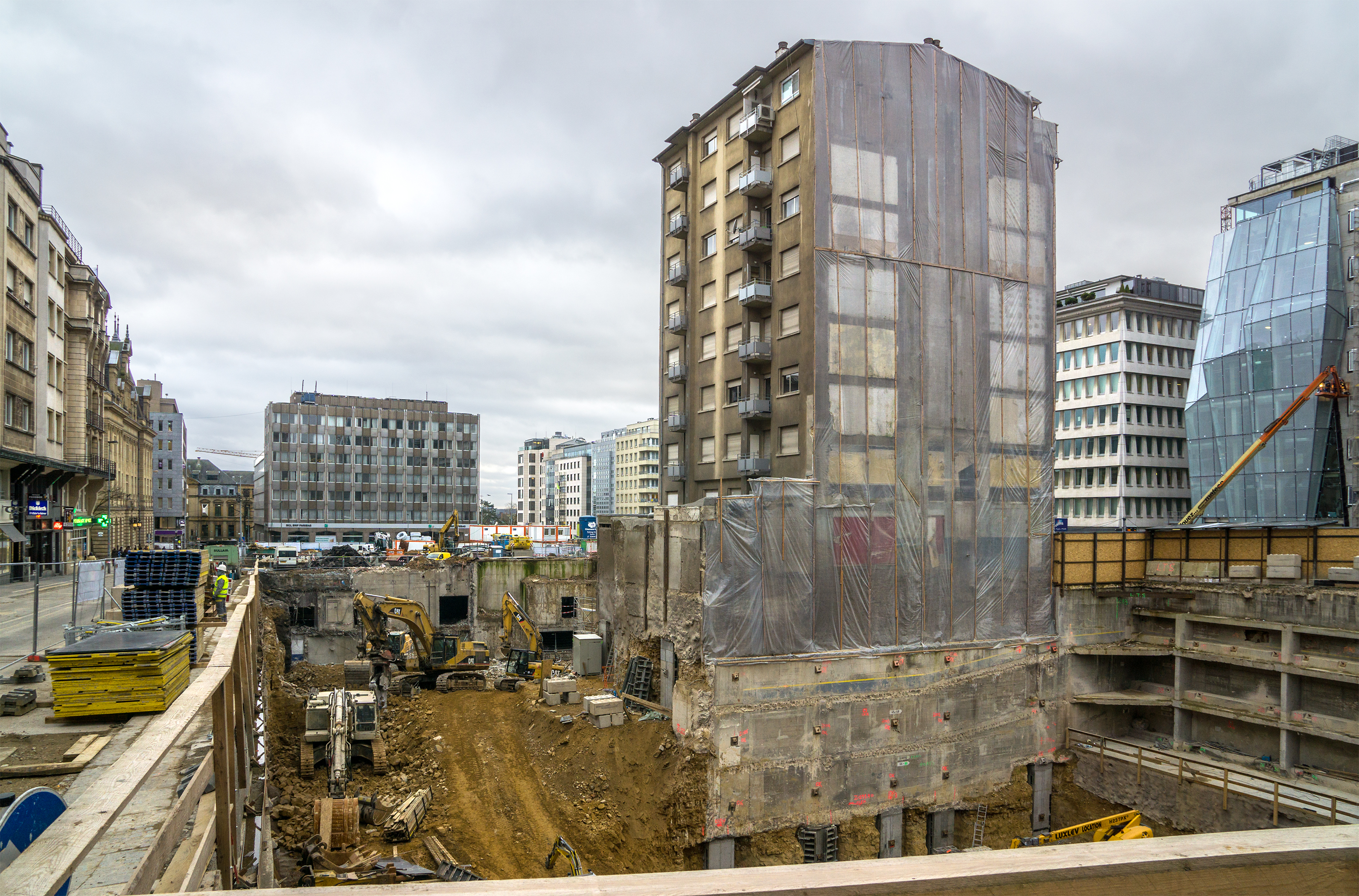
Chantier du Royal-Hamilius en 2016, entourant l'immeuble au 49, boulevard Royal.
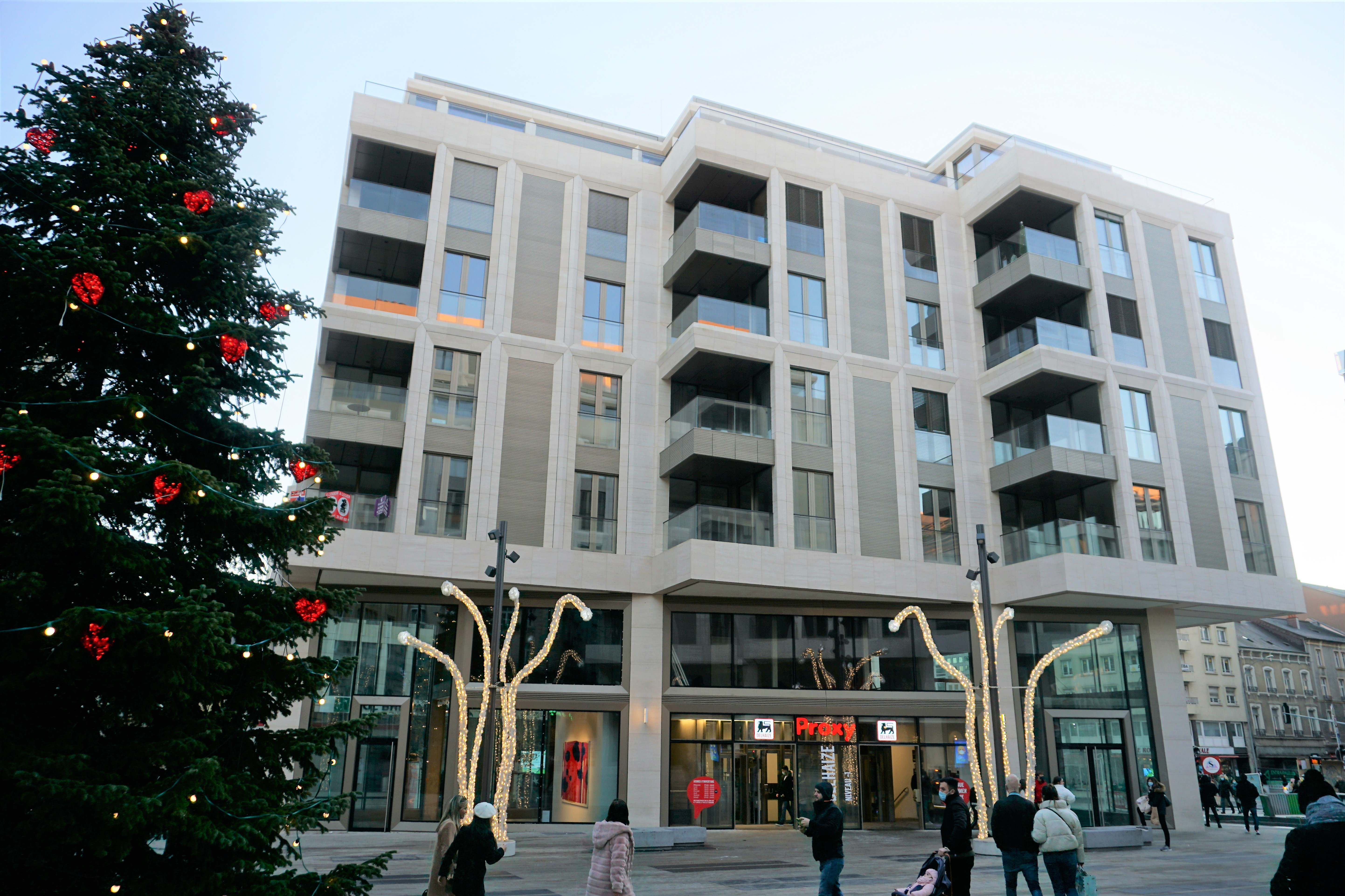
Un bâtiment du complexe Royal-Hamilius
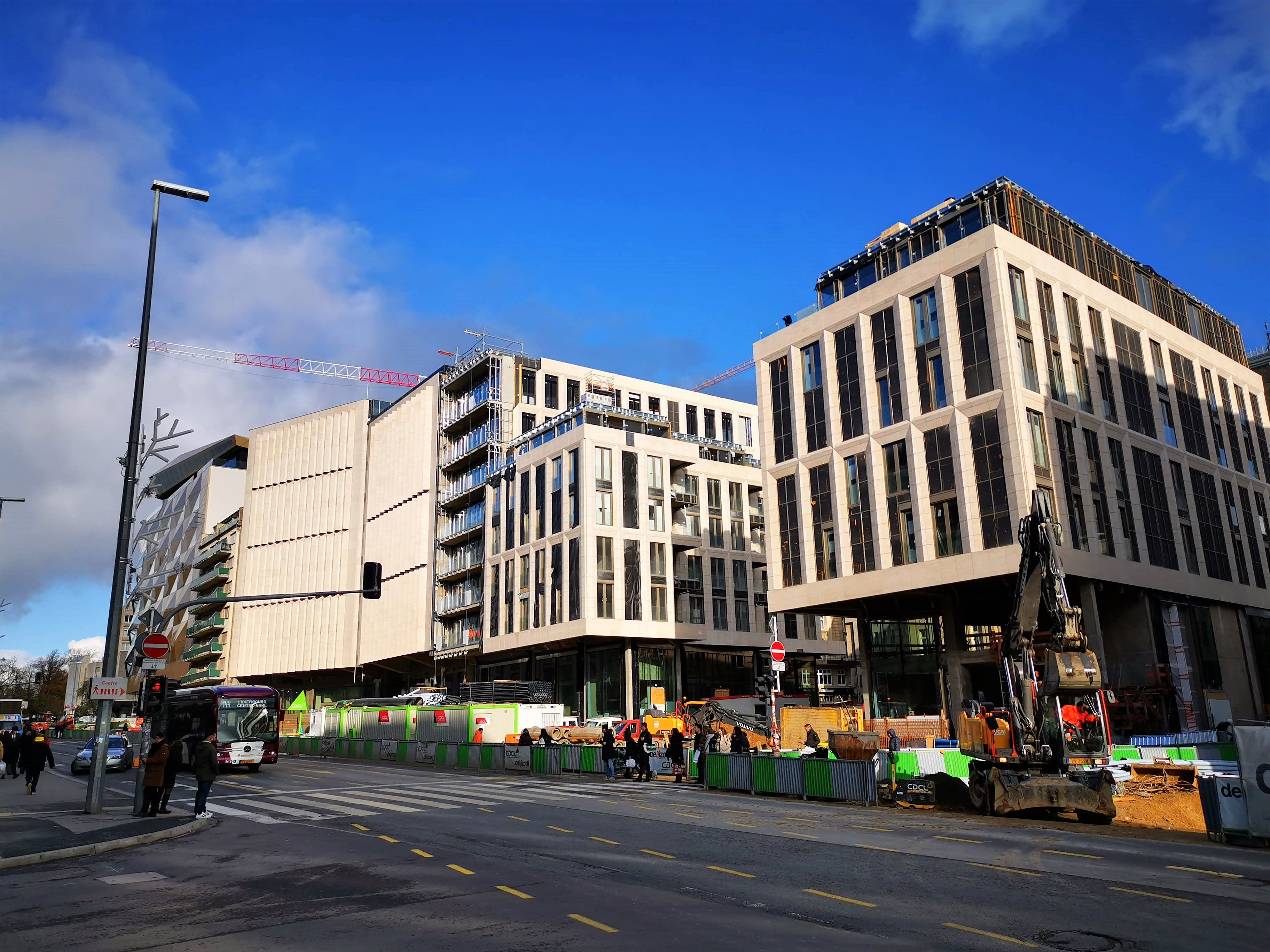
Le complexe Royal-Hamilius à la fin de sa construction
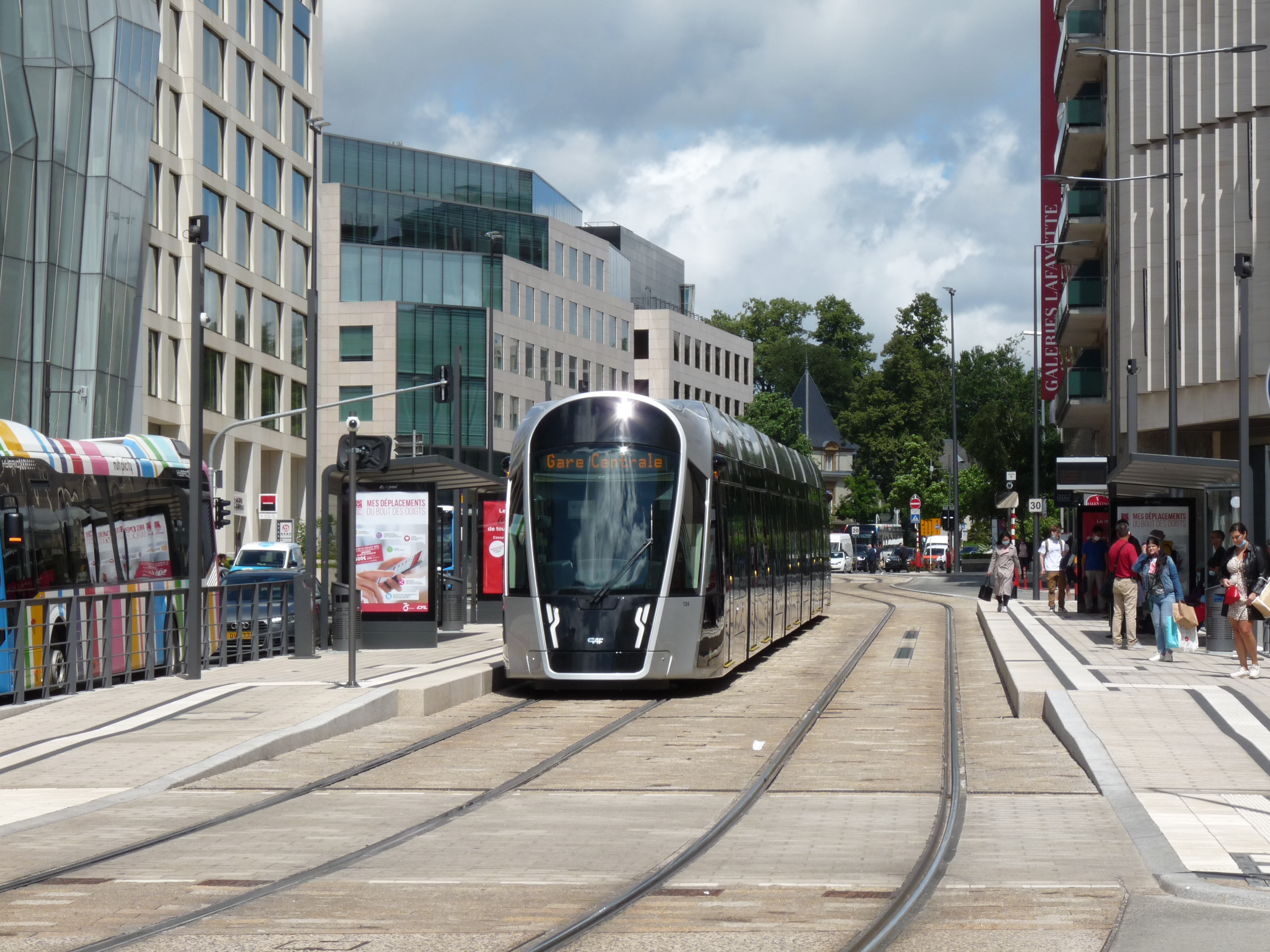
L'arrêt de tram
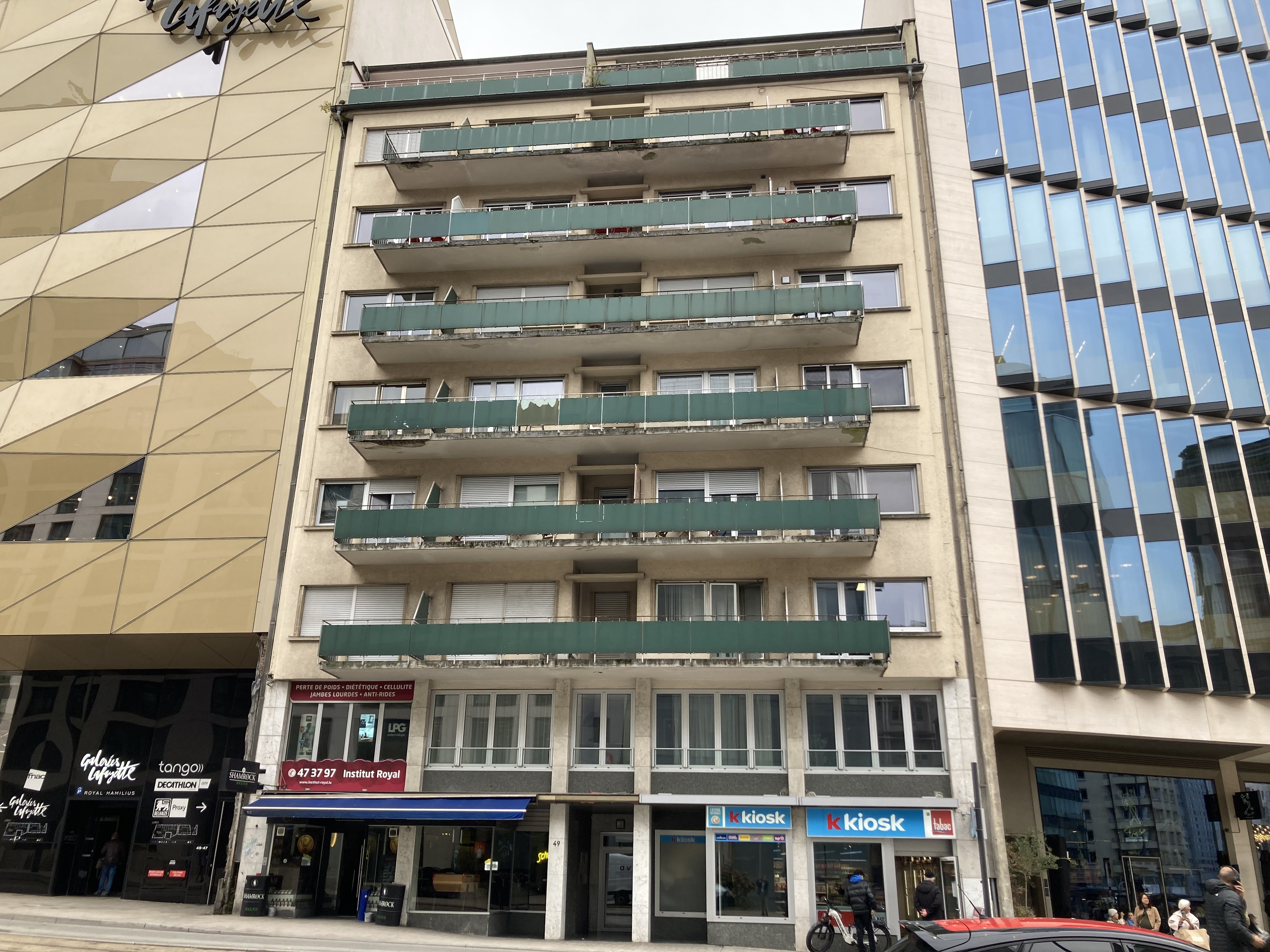
Le 49, boulevard Royal, que le complexe Royal-Hamilius a dû contourner